# Індонезія на Чемпіонаті світу з водних видів спорту 2015
Індонезія взяла участь у Чемпіонаті світу з водних видів спорту 2015, який пройшов у Казані (Росія) від 24 липня до 9 серпня.

## Стрибки у воду
Індонезійські стрибуни у воду кваліфікувалися на змагання з індивідуальних та синхронних стрибків у воду.
Чоловіки
| Спортсмен                    | Дисципліна                 | Попередні змагання | Попередні змагання | Півфінали       | Півфінали       | Фінал            | Фінал            |
| Спортсмен                    | Дисципліна                 | Очки               | Місце              | Очки            | Місце           | Очки             | Місце            |
| ---------------------------- | -------------------------- | ------------------ | ------------------ | --------------- | --------------- | ---------------- | ---------------- |
| Трі Анггоро Пріамбодо        | Трамплін, 1 метр           | 249.55             | 36                 | Н/Д             | Н/Д             | Завершив виступ  | Завершив виступ  |
| Трі Анггоро Пріамбодо        | Трамплін, 3 метри          | 219.90             | 61                 | Завершив виступ | Завершив виступ | Завершив виступ  | Завершив виступ  |
| Адітйо Путра                 | Трамплін, 1 метр           | 288.05             | 31                 | Н/Д             | Н/Д             | Завершив виступ  | Завершив виступ  |
| Адітйо Путра                 | Трамплін, 3 метри          | 316.70             | 50                 | Завершив виступ | Завершив виступ | Завершив виступ  | Завершив виступ  |
| Андріян Андріян Адітйо Путра | Синхронна вишка, 10 метрів | 311.97             | 20                 | Н/Д             | Н/Д             | Завершили виступ | Завершили виступ |

## Плавання на відкритій воді
Четверо індонезійських спортсменів кваліфікувалися на змагання з плавального марафону на відкритій воді.
| Спортсмен        | Дисципліна       | Час           | Місце         |
| ---------------- | ---------------- | ------------- | ------------- |
| Рікі Анггавіджая | 5 км (чоловіки)  | Не стартував  | Не стартував  |
| Афлах Правіра    | 10 км (чоловіки) | Не стартував  | Не стартував  |
| Раїна Рамдгані   | 5 км (жінки)     | Не стартувала | Не стартувала |
| Ресса Деві       | 10 км (жінки)    | Не стартувала | Не стартувала |

## Плавання
Індонезіяn плавці виконали кваліфікаційні нормативи в дисциплінах, які наведено в таблиці (не більш як 2 плавці на одну дисципліну за часом нормативу A, і не більш як 1 плавець на одну дисципліну за часом нормативу B):
Чоловіки
| Спортсмен              | Дисципліна       | Попередній заплив | Попередній заплив | Півфінал        | Півфінал        | Фінал           | Фінал           |
| Спортсмен              | Дисципліна       | Час               | Місце             | Час             | Місце           | Час             | Місце           |
| ---------------------- | ---------------- | ----------------- | ----------------- | --------------- | --------------- | --------------- | --------------- |
| Тріаді Фаузі Сідік     | 200 м комплексом | DNS               | DNS               | Завершив виступ | Завершив виступ | Завершив виступ | Завершив виступ |
| І геде Сіман судартава | 50 м на спині    | 25.77             | 30                | Завершив виступ | Завершив виступ | Завершив виступ | Завершив виступ |
| І геде Сіман судартава | 100 м на спині   | 56.39             | =41               | Завершив виступ | Завершив виступ | Завершив виступ | Завершив виступ |
| Гленн Віктор Сутанто   | 50 м батерфляєм  | 24.51             | 38                | Завершив виступ | Завершив виступ | Завершив виступ | Завершив виступ |
| Гленн Віктор Сутанто   | 100 м батерфляєм | 54.18             | 41                | Завершив виступ | Завершив виступ | Завершив виступ | Завершив виступ |

Жінки
| Спортсменка      | Дисципліна       | Попередній заплив | Попередній заплив | Півфінал         | Півфінал         | Фінал            | Фінал            |
| Спортсменка      | Дисципліна       | Час               | Місце             | Час              | Місце            | Час              | Місце            |
| ---------------- | ---------------- | ----------------- | ----------------- | ---------------- | ---------------- | ---------------- | ---------------- |
| Моналіса Лоренза | 100 м батерфляєм | 1:03.85           | =49               | Завершила виступ | Завершила виступ | Завершила виступ | Завершила виступ |
| Моналіса Лоренза | 200 м батерфляєм | 2:15.76           | 31                | Завершила виступ | Завершила виступ | Завершила виступ | Завершила виступ |
| Анак Ратіх       | 50 м на спині    | 30.33             | 39                | Завершила виступ | Завершила виступ | Завершила виступ | Завершила виступ |
| Анак Ратіх       | 100 м на спині   | 1:06.34           | 53                | Завершила виступ | Завершила виступ | Завершила виступ | Завершила виступ |
| Єссі Йосапутра   | 200 м на спині   | 2:20.47           | 39                | Завершила виступ | Завершила виступ | Завершила виступ | Завершила виступ |

## Синхронне плавання
Повна команда з восьми індонезійських спортсменок кваліфікувалася на змагання з синхронного плавання в наведеній нижче дисципліні.
Жінки
| Спортсменки | Дисципліна               | Попередні змагання | Попередні змагання | Фінал            | Фінал            |
| Спортсменки | Дисципліна               | Очки               | Місце              | Очки             | Місце            |
| --- | ------------------------ | ------------------ | ------------------ | ---------------- | ---------------- |
| Адріані Ардгана Сабіхісма Арс'ї Амара Сінтія Геббі Шерлі Харйоно Лівія Лукіто Адела Нірмала Роза Пальмастуті Самара Паттіасіна | група, технічна програма | 62.7381            | 24                 | Завершили виступ | Завершили виступ |